# 孫濟 (道光進士)
孫濟，原籍会稽山阴，后籍大興縣，清朝政治人物、进士出身。
道光三年（1823年）癸未科二甲进士，授福清县知县、官至廈門同知。